# Loi allemande sur la restauration de la fonction publique du 7 avril 1933
Vous lisez un « bon article » labellisé en 2011.
Ne doit pas être confondu avec Loi allemande du 7 avril 1933 sur l'harmonisation des Länder et du Reich ou Loi allemande sur la réglementation de l'accès au barreau du 7 avril 1933.
Pour les articles homonymes, voir GWB.
Lire en ligne

sur Wikisource : (de) Texte de la loi ;
sur documentarchiv.de : (de) loi suivie des décrets d'application

Loi des pleins pouvoirs (1933)
La loi sur la restauration de la fonction publique (en allemand : Gesetz zur Wiederherstellung des Berufsbeamtentums, GWB) fut promulguée le 7 avril 1933 et permit aux dirigeants nazis de destituer les fonctionnaires juifs ou considérés comme politiquement hostiles. Élaborée sous la direction du ministre de l'Intérieur Wilhelm Frick, elle fut, avec la loi sur la réglementation de l'accès au barreau, promulguée le même jour, à la fois la première disposition législative à portée antisémite et la première étape de la « mise au pas » (Gleichschaltung) de la société allemande. Elle fut abrogée par la loi no 1 du Conseil de contrôle allié portant abrogation du droit nazi du 20 septembre 1945.

## Contexte

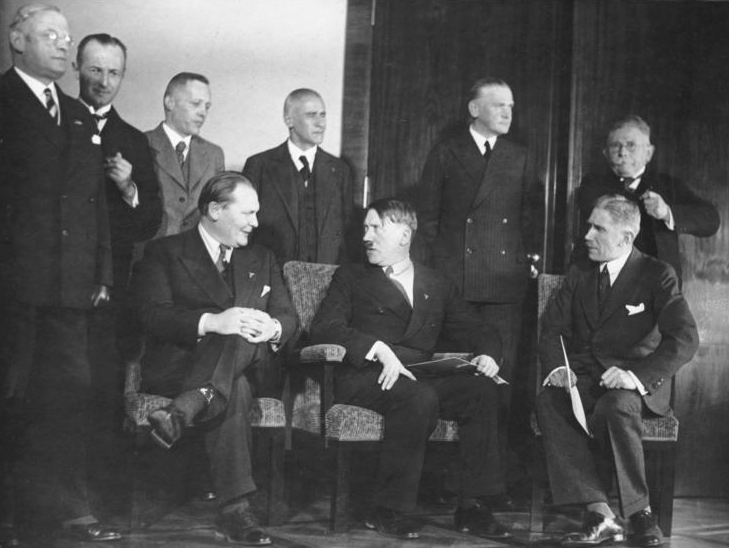
Le cabinet Hitler, le 30 janvier 1933 : assis, de gauche à droite, Hermann Göring, Adolf Hitler et Franz von Papen.

Le chef du parti nazi, Adolf Hitler, est nommé chancelier du Reich par le président Paul von Hindenburg, le 30 janvier 1933. Dès l'arrivée au pouvoir les deux seuls ministres nazis du cabinet Hitler, Wilhelm Frick, ministre de l'Intérieur du Reich, et Hermann Göring, ministre sans portefeuille et ministre de l'Intérieur de Prusse, lancent une vague de révocations dans la fonction publique : sans aucune base légale, plusieurs centaines de fonctionnaires perdent leur poste, certains pour leurs opinions libérales ou sociales-démocrates, d'autres parce qu'ils sont juifs,. Cette « épuration » de la fonction publique est une première mise en œuvre du programme en 25 points du 24 février 1920, et notamment de son article 6.
Après les élections du 5 mars 1933, la violence antisémite se généralise : les membres de la SA se déchaînent contre les Juifs, allant jusqu'à commettre des assassinats. Ces actions antisémites culminent avec le boycott du 1er avril 1933, dans toute l'Allemagne, des commerces et entreprises juives, prôné, avec l'accord de Hitler, par Julius Streicher et préparé dès la mi-mars. Dans son ensemble, le boycottage est un échec en raison de la passivité de la population allemande et de réactions de mécontentement dans une partie de celle-ci.
À côté de ces mesures et actes antisémites sans cadre juridique, Hitler souhaite disposer d'une base légale pour fonder sa politique anti-juive. Le 24 mars 1933, Frick soumet au cabinet un projet de loi sur la restauration de la fonction publique, basé sur une proposition qu'il avait déjà formulée au Reichstag en 1925 ; ce projet est approuvé par Hitler le 31 mars ou le 1er avril 1933. Le projet initial est remanié afin de tenir compte de certaines réticences de Hindenburg, bien que Hitler puisse légiférer sans la caution du président depuis l'approbation de la loi des pleins pouvoirs. Dans un courier du 4 avril, le président fait savoir au chancelier qu'il trouve intolérable que des fonctionnaires invalides de guerre soient contraints à la démission et estime que ceux qui se sont montrés dignes de combattre et de donner leur sang pour l'Allemagne demeurent dignes de la servir. Pour les fonctionnaires d'origine « non aryenne », la révocation est remplacée par une mise en disponibilité avec droit à une pension, et certaines exemptions sont accordées, notamment pour les anciens combattants (Frontkämpferprivileg, privilège du combattant de première ligne).

## Dispositif juridique

### Contenu de la loi

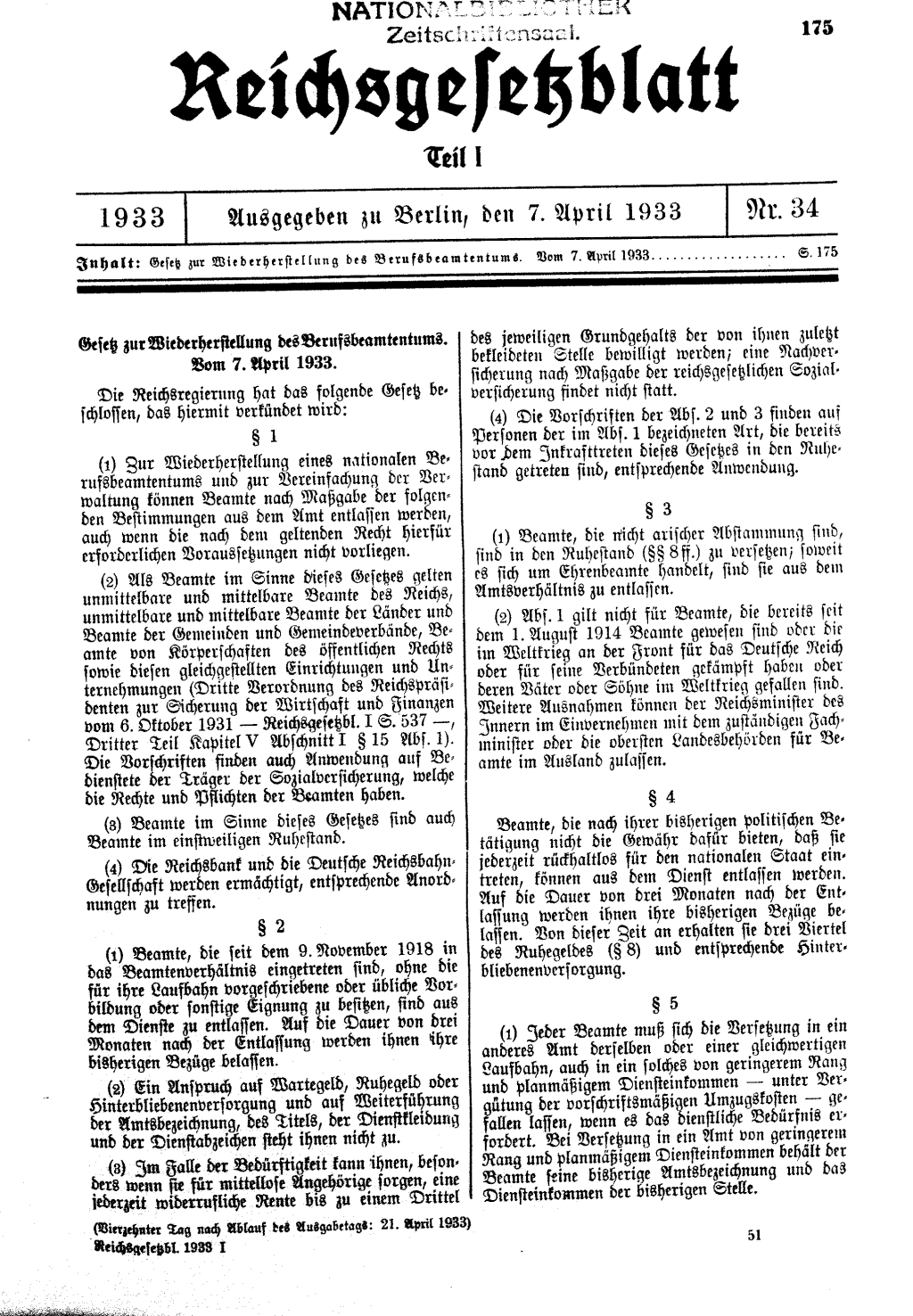
Reichsgesetzblatt du 7 avril 1933

La loi est publiée dans l'édition du Reichsgesetzblatt du 7 avril 1933. Composée de dix-huit paragraphes, elle ne comporte pas le terme « Juif », qui n'apparaît que dans le premier décret d'application du 11 avril 1933. Cette absence n'enlève rien à la portée antisémite du texte qui constitue « une remise en cause massive de l'égalité des droits des juifs en Allemagne depuis 1871 ».
Le préambule de la loi (« le gouvernement a décidé la présente loi ») et la liste des signataires, dans laquelle ne figure pas Paul von Hindenburg, démontrent que ce texte a été promulgué sur la base de la loi des pleins pouvoirs qui permet au gouvernement de légiférer sans aucune procédure parlementaire et sans l'aval du président de la république.

Le 1er paragraphe de la loi en précise l'objectif : 

« [...] dans le souci de restructurer la fonction publique sur des bases nationales et de simplifier son administration, les fonctionnaires peuvent être révoqués en vertu des dispositions suivantes, quand bien même les conditions nécessaires à leur révocation définies par le droit en vigueur ne seraient pas remplies. »

Trois catégories sont explicitement visées par la possibilité d'une révocation :
1. les fonctionnaires entrés en service après le 9 novembre 1918 et qui ne possèdent pas le diplôme ou les compétences requises ou usuelles (§ 2, 1°),
2. les fonctionnaires qui ne sont pas d'ascendance aryenne[N 5], y compris les fonctionnaires honoraires (§ 3, 1°),
3. les fonctionnaires dont les activités politiques passées n'offrent pas « la garantie qu'ils agiront toujours et sans réserve dans l'intérêt de l'État national » (§ 4)[10].

Outre ces trois catégories, la loi dispose en son paragraphe 6, que tout fonctionnaire peut être mis à la retraite pour simplifier l'administration.

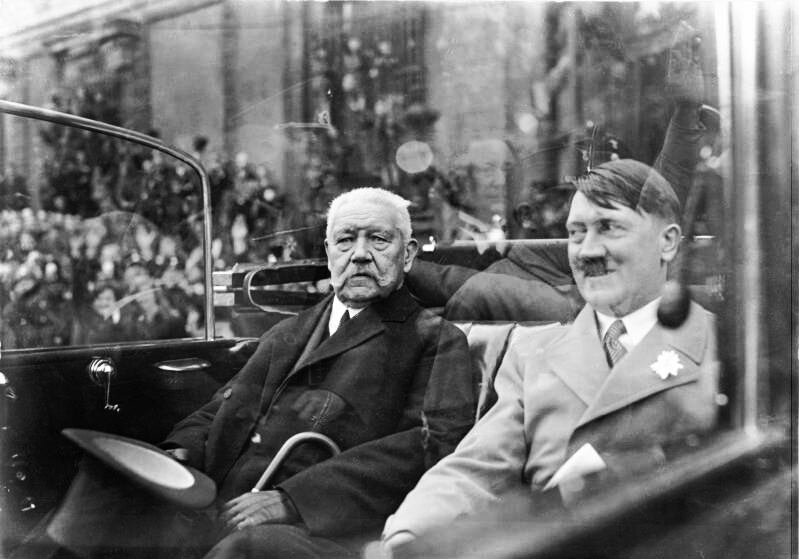
Hitler et Hindenburg le 1er mai 1933.

Conformément aux souhaits de Hindenburg, le paragraphe 3, souvent dénommé le « paragraphe aryen », comporte en son 2° des possibilités d'exemption. « Le § 1 ne s'applique pas aux fonctionnaires en fonction au 1er août 1914, à ceux qui ont combattu sur le front au cours de la Première Guerre mondiale, pour l'Allemagne ou ses alliés, ou dont le père ou un fils ont péri au cours de la guerre mondiale ». Le ministre de l'Intérieur du Reich peut en outre accorder d'autres exemptions, en concertation avec les ministres concernés ou les plus hautes autorités des États.
Les paragraphes 7 à 16 organisent les conditions pratiques des révocations et mises à la retraite anticipée, en ce qui concerne les préavis, les salaires et pensions.
Les dispositions de la loi violent notamment les articles de la Constitution de Weimar garantissant l'accès sans discrimination de tout citoyen au service public (Art. 128), la stabilité de l'emploi et l'inviolabilité des droits acquis (Art. 129) et la liberté politique des fonctionnaires (Art. 130).

### Décrets d'application

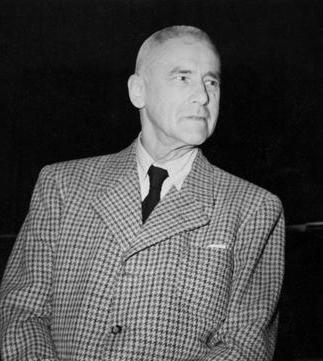
Wilhelm Frick lors du procès de Nuremberg.

Le terme « non-aryen » employé dans le texte de la loi est de caractère fort général et génère de nombreuses confusions qui contraignent le gouvernement, quatre jours après la promulgation de la loi, de prendre un premier décret d'application.
Le décret du 11 avril 1933, signé par les ministres de l'Intérieur Wilhelm Frick et des Finances Lutz Schwerin von Krosigk apporte une série de précisions au texte de la loi sur la restauration de la fonction publique. En son article 1er, il précise que sont considérés comme inaptes et doivent être démis de leur fonction tous les fonctionnaires affiliés au parti communiste ou à l'une de ses organisations auxiliaires.
L'article 2 du décret définit ce que recouvre le terme de « non-aryen » employé dans l'article 3 de la loi :

« § 1 Est considérée comme non-aryenne toute personne qui descend de non-aryens, en particulier de parents ou grands-parents juifs. Cette disposition s'applique même si un seul parent ou un des grands-parents est de descendance non aryenne. Ce principe vaut particulièrement si un parent ou un des grands-parents était de confession juive.

§ 2 Tout fonctionnaire qui n'était pas nommé au 1er août 1914 doit prouver qu'il est d'ascendance aryenne, qu'il a combattu sur le front ou que son père ou son fils a été tué au cours de la Première Guerre mondiale. Cette preuve doit être donnée en fournissant des documents (certificat de naissance, certificat de mariage des parents, papiers militaires).

§ 3 Si l'ascendance aryenne fait doute, un avis doit être obtenu de la commission d'expertise raciale du ministère de l'Intérieur. »

Même si nombre de commentateurs présentent ce décret comme une loi raciale, le seul critère retenu pour définir les « non-aryens » est la religion d'un des ascendants de l'individu concerné ; un seul des grands-parents de confession juive suffit à catégoriser une personne comme « non-aryenne », ce qui permet d'écarter des fonctions officielles tout individu susceptible de transmettre l'« influence juive ». Cette définition maximaliste pose des problèmes que les nazis tentent de résoudre en 1935 avec la définition des Mischling dans le cadre des lois de Nuremberg.
Enfin, le décret précise, en son article 4, les catégories considérées comme non fiables politiquement. Toutes les activités ou affiliations politiques des fonctionnaires depuis le 9 novembre 1918 doivent être prises en compte et déclarées aux plus hautes autorités du Reich ou des États ; sont notamment considérés comme des partis politiques n'offrant pas les garanties de loyauté au sens de l'article 4 de la loi, les organisations paramilitaires socialiste ou républicaine, ainsi que la Ligue des droits de l'homme.
Décrets d'application et lois complémentaires se succèdent au cours des années 1933, 1934, 1935 et 1938. Le 23 juin 1933, les mesures de la loi sur la restauration de la fonction publique sont étendues au personnel de la Reichsbank et de la Reichsbahn. Le 20 juillet 1933 la loi est complétée par l'insertion d'un § 2a qui dispose que :

« doivent être révoqués les fonctionnaires membres du parti communiste ou d'organisations para-communistes ou liées au Parti communistes, ou ayant eu d'une façon quelconque des activités de type communiste [... et que] seront également à révoquer les fonctionnaires qui auront à l'avenir des activités de type marxiste (communistes ou socialiste). »

## Accueil dans la société allemande
Pour l'historien américain Arno J. Mayer, dans les milieux conservateurs allemands, nombreux sont ceux qui pensent que les Juifs sont trop nombreux et occupent des situations trop élevées dans la fonction publique et les professions libérales : les tenants de cette analyse souhaitent restreindre l'importance des Juifs dans ces deux domaines, notamment afin d'éviter de « les voir maltraités aveuglément par la canaille hitlérienne »,. Selon le même auteur, « les conservateurs de l'entourage de Hitler portent incontestablement une part de responsabilité dans l'exclusion des Juifs de la fonction publique ».
L'historien allemand Peter Longerich estime que la loi provoque un sentiment de soulagement dans les cercles bourgeois : « la perspective d'une réglementation juridique de la question juive semblait préférable à la poursuite des violences ». Il met également en évidence la diversité des réactions dans la presse. Le quotidien conservateur Deutsche Allgemeine Zeitung estime que la loi représente, par rapport aux agressions des émeutiers du parti, « une plus grande tendance à la légalité et à l'objectivité » et le quotidien régional Schlesische Zeitung affirme qu'elle permet de se libérer « d'une culture étrangère tolérée avec patience depuis un siècle » ; la position du journal catholique Kölnische Zeitung est mitigée, mariant des « réflexions de principe contre des réglementations qui reposaient sur la pensée raciale et non sur l'appartenance religieuse » et l'approbation de mesures qui « permettraient d'établir une relation juste [et] seraient précisément dans l'intérêt des Juifs, qui ne peuvent que souhaiter que se tarisse la source de l'antisémitisme » ; le Frankfurter Zeitung, en revanche, s'oppose clairement à la loi sur la restauration de la fonction publique et reproche « à la doctrine raciale de mener à des situations grotesques ». Toujours selon Longerich, la réaction de la population allemande aux premières lois antisémites reste largement méconnue, faute d'informations, mais « il serait [...] erroné de voir dans les lois anti-juives une concrétisation d'une revendication populaire ».
Selon Raul Hilberg, les Juifs allemands savent qu'ils vont vivre des temps difficiles, sans imaginer que leur position pourrait devenir invivable ; ils espèrent que la publication des décrets va mettre fin à l'incertitude et aux violences et définir leur statut et pensent que l'on peut « vivre sous n'importe quelle loi ». La revue sioniste Jüdische Rundschau estime encore, le 13 avril 1933, qu' « une alliance historique séculaire [entre la communauté germanique et la communauté juive] n'est pas si simple à rompre ».

## Conséquences et suites

### En Allemagne
La loi s'applique à plus de deux millions de fonctionnaires du Reich, des États et des municipalités, même si les Juifs sont peu nombreux au sein du service public. Elle les contraint à prouver leur ascendance aryenne, mettant de ce fait en place un « appareil bureaucratique racial [...] investi d'un travail d'investigations, de recherches tatillonnes - et d'exclusion ». Dans l'immédiat, presque la moitié des 5 000 fonctionnaires juifs conservent leur poste. Ils doivent se démettre deux ans plus tard, en vertu du premier décret d'application de la loi sur la citoyenneté allemande. Les effets de la loi varient fortement selon les administrations et les régions. Au ministère des finances, les 5 fonctionnaires communistes et les 30 fonctionnaires juifs doivent quitter leurs fonctions ; le ministère prussien de l'Intérieur révoque 28 % de ses hauts fonctionnaires, alors que la haute fonction publique bavaroise réussit à limiter les pertes. « Au total, en acceptant le sacrifice de quelques collègues qui, de toute façon, ne leur étaient guère sympathiques, les hauts fonctionnaires avaient préservé leur position, et même rationalisé leurs services ». Au total, la loi débouche sur la révocation ou la mise à la retraite anticipée de 1 à 2 % des fonctionnaires.
La loi sur la restauration de la fonction publique et la loi sur la réglementation de l'accès au barreau sont suivies de nombreux autres textes visant à exclure les Juifs de la société allemande : les médecins juifs sont exclus du système d'assurance maladie par un décret du 22 avril 1933, puis les dentistes et aides dentaires, le 2 juin ; à l'instigation de Joseph Goebbels et via la création de la Chambre de la culture du Reich, le 22 septembre, les artistes juifs sont exclus du monde culturel et ne peuvent plus se produire que dans des manifestations destinées à des publics juifs ; le 4 octobre, ordre est donné à la presse de congédier les rédacteurs en chef non-aryens.

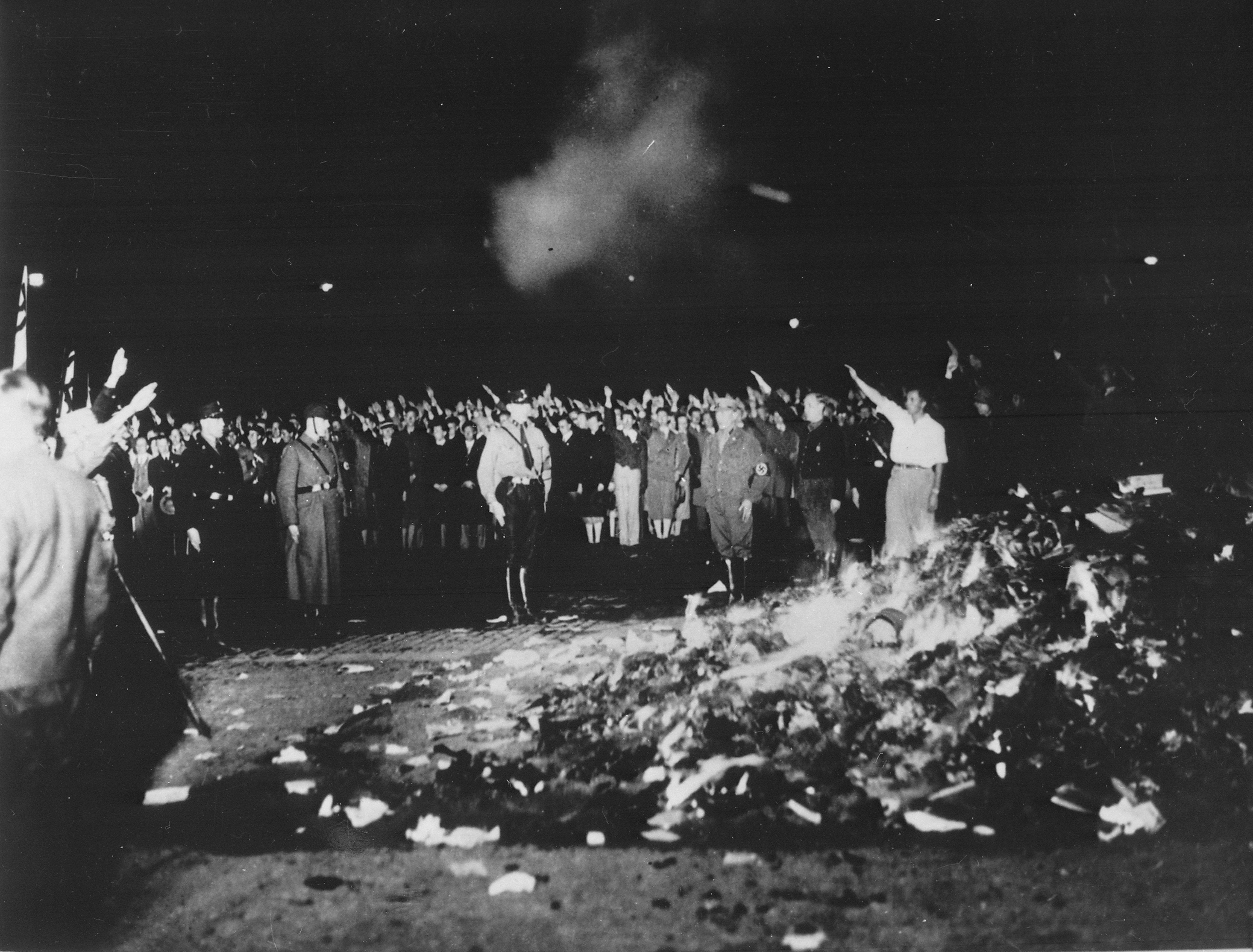
Autodafé commis par des étudiants de l'université de Berlin, le 10 mai 1933.

L'ostracisme à l'égard des Juifs touche également l'enseignement supérieur et les milieux universitaires, tant en ce qui concerne les étudiants juifs, frappés par des quotas restrictifs, que dans le corps professoral. À Hambourg jusqu'en 1935, 555 enseignants sur 637 sont révoqués sur la base de l'article 6 de la loi ; 468 de ces postes sont confiés à de nouveaux titulaires, de sorte que la prétendue mesure d'économie est plutôt un prétexte pour engager des enseignants favorables au nazisme. 15 % des enseignants des universités (32 % à Berlin) et des grandes écoles sont révoqués, en grande majorité parce qu'ils sont considérés comme Juifs. Dans la sphère littéraire, les ouvrages écrits par des auteurs juifs, pacifistes ou marxistes sont interdits : ils sont brûlés par milliers dans les villes universitaires le 10 mai 1933.
L'ensemble de ces mesures discriminatoires provoque une vague d'émigration. Pour la seule année 1933, sur une population de 525 000 personnes enregistrées comme Allemands de confession juive, 37 000 émigrent, dont 25 000 au cours des six premiers mois de l'année.

### À l'étranger
Inspirée par la loi sur la restauration de la fonction publique et par les lois de Nuremberg, la Roumanie, sous l'influence de Codreanu, prend en 1938, diverses mesures antisémites, visant essentiellement l'exercice des professions libérales ; en Hongrie, le régime de l'amiral Horthy édicte également des législations visant à exclure les Juifs de la vie économique et sociale et de la vie publique.
En France, le régime de Vichy promulgue, le 3 octobre 1940 la loi portant statut des Juifs. Sans aucune pression allemande, rédigée par le garde des sceaux Raphaël Alibert et soutenue par le maréchal Pétain, la loi permet d'évincer les Juifs des services publics, des professions libérales et des emplois ayant une influence culturelle.

## Abrogation

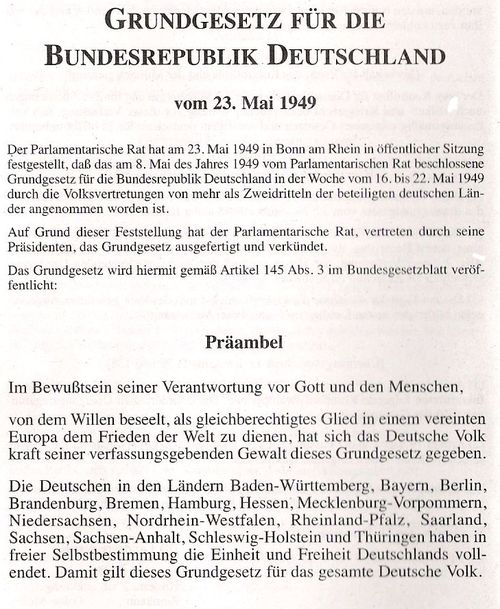
Préambule de la Loi fondamentale du 23 mai 1949

La loi sur la restauration de la fonction publique est abrogée via la loi no 1 du Conseil de contrôle allié du 20 septembre 1945 portant abrogation du droit nazi. En République fédérale allemande, l'article 123, § 1, de la loi fondamentale du 23 mai 1949, placé sous le titre des dispositions transitoires et finales, dispose que « Le droit en vigueur antérieurement à la première réunion du Bundestag demeure en vigueur dans la mesure où il n'est pas contraire à la loi fondamentale ». De par cet article, la loi sur la restauration de la fonction publique, comme la loi des pleins pouvoirs, la Reichstagsbrandverordnung ou les lois de Nuremberg, n'est donc plus en vigueur, notamment en raison de la violation flagrante des articles 1 à 20 de la loi fondamentale, relatifs aux libertés publiques. En République démocratique allemande, la Constitution du 7 octobre 1949 abroge, via son article 144, les dispositions qui lui sont contraires et a une portée semblable à celle de l'article 123, § 1, de la loi fondamentale, qui s'applique à l'Allemagne réunifiée depuis le 3 octobre 1990. Les dernières condamnations fondéex sur les textes législatifs inspirés ou adoptés par les nazis sont réduites à néant par la Gesetz zur Aufhebung nationalsozialistischer Unrechtsurteile in der Strafrechtsplege (« Loi d'abrogation des peines nationales-socialistes injustes prévues dans le Code pénal ») du 25 août 1998, entrée en vigueur le 1er septembre 1998.

## Analyses historiques
Pour l'historien allemand Uwe Dietrich Adam l'intitulé même du texte de la loi sur la restauration de la fonction publique est une « inversion cynique de la réalité » : elle constitue le point de départ évident d'une solide stratégie qui respecte les formes du droit et qui vise à l'éviction de la minorité juive. Saul Friedländer souligne l'importance du texte dans la politique antisémite nazie : 

« Jusque-là, les nazis avaient déchaîné une propagande anti-juive d'une extrême violence, boycotté ou tué des juifs dès lors qu'ils étaient identifiés comme tels, mais jamais encore la privation officielle de leurs droits, fondée sur une définition d'exclusion, n'avait été instaurée. Cette définition - indépendamment des précisions apportées par la suite - constitua le principe fondamental et nécessaire à toutes les persécutions futures. »

Pour l'historien britannique Richard J. Evans, la loi sur la restauration de la fonction publique est un des décrets les plus fondamentaux du nouveau régime, dont l'intitulé flatte l'esprit corporatiste des fonctionnaires conservateurs et recèle une critique explicite des tentatives de la république de Weimar de placer des démocrates convaincus à des postes importants. Elle permet de légitimer rétroactivement les destitutions forcées de fonctionnaires locaux et de structurer ces actions depuis le sommet.

De manière plus générale, Raul Hilberg insiste sur l'importance de la définition juridique de la notion de Juif, tout en affirmant que le processus de destruction des Juifs d'Europe n'a pas correspondu à un plan préétabli : 

« En comparaison des sanglantes émeutes de 1938, la définition du Juif peut faire figure de mesure relativement anodine. En réalité, elle était de beaucoup plus grande portée, car la définition de la victime constituait une condition préliminaire, indispensable à l'action ultérieure. »